# Guo Jia
Guo Jia (170, Yingchuan – septembre 207, Liucheng) (chinois simplifié : 郭嘉), anciennement orthographié Kouo Kia, Kuou Tsia, ou Kuo Chi a été un stratège chinois de l’époque de la fin de la dynastie Han. Il avait pour prénom social Fengxiao (奉孝) et servit le seigneur de guerre Cao Cao lors des premières campagnes de celui-ci, entre 196 et 207 et s’illustra pour la justesse de ses pronostics lors de la planification des expéditions. Au XVIe siècle, son personnage est dramatisé par le roman de Luo Guanzhong, Histoire des Trois Royaumes.
Guo Jia est connu au Japon sous le nom de Kakuka Hōkō, en Corée sous celui de Gwagga Bonghyo, et au Viêt Nam sous celui de Quách Gia Phụng Hiếu.

## Biographie

### Débuts
Guo Jia naît vers 170 à Yangdi (陽翟) dans le district de Yingchuan (潁川), qui correspond à l’actuel comté de Yu dans le Henan.
À vingt-six ans, il est fait officier et il se rend au nord pour briguer un poste auprès de Yuan Shao, alors un des plus puissants seigneurs de guerre de la Chine de l’époque, et fait forte impression auprès de celui-ci. Néanmoins, Guo Jia trouve Yuan Shao trop indécis, ne prêtant pas l’oreille à ses conseillers, et après quelques dizaines de jours quitte son service.
Vers octobre 196, Xi Zhicai, un conseiller du seigneur de guerre Cao Cao, meurt. Cao Cao écrit à Xun Yu, un de ses autres conseillers, pour savoir s’il connaîtrait un talent pouvant remplacer Xi Zhicai, et Xun Yu lui recommande Guo Jia, qui venait du même district que lui. Cao Cao accorde à Guo Jia une entrevue durant laquelle ils discutent des affaires du monde et chacun en sort satisfait. Cao Ca se serait exclamé : « Si je dois accomplir de grandes choses, ce sera certainement par l’aide de cet homme ! » tandis que Guo Jia aurait dit : « J’ai enfin trouvé mon véritable seigneur ! » Au cours de sa carrière, Cao Cao aura l’occasion de dire : « Seul Fengxiao connaît mes véritables désirs ! »
Cao Cao fait de Guo Jia son assistant militaire (司空軍), et lui offre également la charge de mener les sacrifices et les libations (祭酒).

### Campagne contre Lü Bu
Vers février 197, Cao Cao reçoit une lettre de Yuan Shao extrêmement arrogante et Cao Cao considère lancer une expédition punitive mais craint de ne pas pouvoir être militairement à la hauteur. Il demande à Xun Yu et Guo Jia de le conseiller. Selon le Fuzi (傅子), Guo Jia fait alors une liste de dix désavantages de Yuan Shao comparés à dix avantages de Cao Cao :
1. Yuan Shao est trop porté sur les cérémonies grandiloquentes et le faste tandis que Cao Cao privilégie une apparence débonnaire et naturelle ;
2. Yuan Shao peut être considéré comme un traître tandis que Cao Cao agit au nom de l'empereur ;
3. Tandis que la dynastie Han est sur le déclin, Yuan Shao se laisse lui aussi aller dans la gestion de ses tâches tandis que Cao Cao veille au bon fonctionnement de l'administration et en connaît tous les rouages ;
4. Yuan Shao ne fait confiance qu'aux membres de sa famille et à aucun de ses conseillers tandis que Cao Cao n'hésite pas à recourir aux services de gens talentueux ;
5. Yuan Shao fait beaucoup de plans mais manque de conviction pour mener leur exécution tandis que Cao Cao n'hésite pas à se donner les moyens nécessaires pour mener ses projets à bien ;
6. Yuan Shao ne pense qu'à sa réputation, Cao Cao est sincère ;
7. Yuan Shao fonctionne selon le proverbe « loin des yeux loin du cœur » tandis que Cao Cao traite ses subalternes de la même façon, que ceux-ci soient près ou loin de lui ;
8. Yuan Shao prête facilement l'oreille aux calomnies de son entourage et se laisse ainsi induire en erreur tandis que Cao Cao sait voir où est la vérité ;
9. Yuan Shao ne sait pas distinguer le bien du mal tandis que Cao Cao est familier avec les rites et les lois ;
10. Yuan Shao est fier de sa puissance militaire mais ignore tout du maintien de son armée tandis que Cao Cao sait avec peu de soldats comment venir à bout d'une grande armée et possède un talent divin dans la direction de ses troupes.

Guo Jia conclut à une victoire de Cao Cao mais lui conseille néanmoins de ne pas s’en prendre à Yuan Shao dans l’immédiat, et de profiter de ce que celui-ci soit en guerre avec Gongsun Zan au nord pour attaquer Lü Bu au sud qui risquerait de représenter une menace si Cao Cao devait affronter Yuan Shao.
Cao Cao suit les conseils de Guo Jia et prépare une expédition contre Lü Bu qu'il mène personnellement. En novembre 198, après plusieurs batailles, Lü Bu se réfugie derrière les murailles de la ville de Xiapi et Cao Cao monte le siège. Vers janvier 199, Xun You et Guo Jia conseillent à Cao Cao de détourner les eaux des rivières Yi et Si pour inonder Xiapi. Un mois plus tard, Lü Bu, trahi par ses hommes, est exécuté.

### Batailles contre Liu Bei
Au cours de sa campagne contre Lü Bu, Cao Cao recueille Liu Bei et lui offre la charge de gouverneur de la province de Yu, mais après un temps est pris de doutes et craint que les ambitions de Liu Bei ne lui causent du tort. Il demande l’avis de Guo Jia et celui-ci lui rappelle que Liu Bei bénéficie d’un grand soutien auprès des gens du peuple et qu’en le faisant assassiner, Cao Cao ne peut que se faire des ennemis à long terme. Cao Cao écoute l’avis de Guo Jia.
Plus tard, Cao Cao envoie Liu Bei attaquer Yuan Shu, malgré l'avis opposé de plusieurs de ses conseillers, dont Guo Jia. Selon le Fuzi, Guo Jia dit à Cao Cao : « Liu Bei a les talents des héros et rallie à lui les cœurs des multitudes. Zhang Fei et Guan Yu valent chacun dix-mille adversaires et répandent la mort. Tel que je le vois, Liu Bei n’est pas un homme à rester sous les ordres d’un autre. Les gens d’autrefois disaient : "Laissez une seule journée de répit à votre adversaire et vous vous assurez une génération de souffrances". Vous devriez le rappeler au plus vite. » Cao Cao tente de rappeler Liu Bei à lui, mais il est trop tard : celui-ci ne reviendra plus jamais se placer sous les ordres de Cao Cao.
Vers février 200, Cao Cao pense lancer une expédition punitive contre Liu Bei, mais craint de se faire attaquer par Yuan Shao. Guo Jia lui rappelle le caractère indécis de Yuan Shao et postule que même si celui-ci se décide à attaquer Cao Cao, son arrivée sera très lente, et qu’en outre, Liu Bei n’a pas eu le temps de renforcer sa position et qu’une frappe rapide devrait le vaincre. Cao Cao suit les conseils de Guo Jia, attaque Liu Bei et lui inflige une sévère défaite, capturant ses femmes, ainsi que le général Guan Yu. Entre-temps, les conseillers de Yuan Shao pressent ce dernier pour qu’il attaque Cao Cao, mais son fils tombe malade et Yuan Shao estime que ce n’est pas le moment de préparer une expédition.

### Campagne contre Yuan Shao et ses fils
Après avoir écarté les menaces que formaient Lü Bu et Liu Bei, Cao Cao prend l’initiative d’attaquer Yuan Shao. Cette guerre mobilise la plupart de ses ressources, ce qui laisse le champ libre à d’autres rivaux pour attaquer Xuchang, sa capitale, et capturer l’empereur. Le plus menaçant de ces rivaux est Sun Ce, qui s’est rapidement rendu maître d’une bonne partie des terres à l’est du fleuve Yangzi. Guo Jia prévoit que Sun Ce, trop impulsif et s’étant fait de nombreux ennemis, se fera certainement assassiner avant de pouvoir mener une campagne contre Cao Cao. L’avenir donne raison à Guo Jia : en mai 200, Sun Ce est tué dans une embuscade, ce qui permet à Cao Cao de mener sa campagne contre Yuan Shao en toute quiétude. Finalement, Cao Cao remporte la bataille de Guandu et affaiblit considérablement la position de Yuan Shao.
En juin 202, Yuan Shao meurt et ses fils Yuan Tan et Yuan Shang se disputent son héritage. Cao Cao mène en parallèle une guerre contre eux mais en mai 203, Guo Jia lui conseille de les laisser se battre entre eux, car si Cao Cao les pousse à bout, ils risqueraient de s’allier. Guo Jia recommande que Cao Cao tourne plutôt ses efforts vers la province de Jing, dirigée par le seigneur de guerre Liu Biao. En octobre 203, Yuan Tan, battu par Yuan Shang, vient se soumettre à Cao Cao, et lui offre ses territoires. En 204, Cao Cao et Yuan Tan viennent à bout de Yuan Shang. Ce dernier, accompagné de Yuan Xi, un de ses autres frères, se réfugie auprès des tribus Wuhuan. Vers février 205, Cao Cao achève de pacifier la province de Ji, et, sur les conseils de Guo Jia, fait retirer ses troupes des territoires récemment conquis et nomme des lettrés célèbres pour les administrer afin de s'attirer les grâces de la population. En récompense de ses services, Cao Cao nomme Guo Jia marquis de Weiyang (洧陽亭侯).

### Expédition contre les Wuhuan
Vers avril 207, Cao Cao considère lancer une expédition contre les tribus Wuhuan et les frères Yuan, mais la plupart de ses généraux pensent qu’il est préférable de disposer auparavant de Liu Biao et de Liu Bei. Seul Guo Jia s’oppose à ce raisonnement et fait remarquer que Yuan Shao et ses fils se sont toujours bien entendus avec les Wuhuan et que leur alliance risque de représenter une grande menace dont il vaut mieux disposer tant qu’ils sont encore faibles et peu préparés. Il postule que Liu Biao, éternel indécis, n’osera jamais attaquer Cao Cao, et se méfie trop de Liu Bei pour suivre ses conseils ou lui confier des responsabilités. Écoutant les conseils de Guo Jia, Cao Cao lance son expédition contre les Wuhuan.
Guo Jia recommande de voyager avec le minimum de provisions et d’équipement afin de pouvoir se déplacer le plus vite possible et prendre les Wuhuan par surprise. Cao Cao écoute ses conseils et en septembre 207 inflige une sévère défaite aux Wuhuan et aux frères Yuan, tuant Ta Dun, le shanyu des Wuhuan, ainsi que son allié, le roi Ming. Yuan Shang et Yuan Xi s’enfuient du champ de bataille et se réfugient auprès de Gongsun Kang, le gouverneur de Liaodong.
Cao Cao ne se lance pas à leur poursuite, sachant qu’il inciterait Gongsun Kang à s’allier aux frères Yuan. En octobre 207, Cao Cao lève le camp et peu après reçoit de la part de Gongsun Kang les têtes des frères Yuan, ce qui parachève la conquête du nord de la Chine.

### Mort et postérité
Au cours de l’expédition contre les Wuhuan, Guo Jia tombe malade. Il reste à Liucheng pour se reposer et Cao Cao, inquiet, s’enquiert souvent de son état de santé, mais Guo Jia finit par mourir à l’âge de trente-sept ans. Au cours des funérailles, Cao Cao le pleure abondamment. Il dit à Xun You et ses autres officiers : « Vous et moi sommes déjà âgés. Seul Fengxiao était d’une génération plus jeune. Je désirais me servir de ses talents pour accomplir de grandes choses, mais voilà qu’il nous quitte dans la fleur de l’âge ! Ce devait être sa destinée. » Puis il annonça : « Mon officier chargé des sacrifices et libations Guo Jia m’a fidèlement servi pendant onze ans. À chaque fois que j’étais confronté à un problème, il m’apportait une solution qui me permettait d’avoir le dessus sur mes adversaires. (…) Quel malheur qu’il nous ait quitté si tôt, avant que j’ai pu achever ma grande entreprise ! Je me souviendrai toujours de son mérite et n’oublierai jamais son honnêteté. » À titre posthume, Guo Jia est nommé marquis zhen (貞侯) signifiant « loyal » ou « vertueux ». Son fils, Guo Yi, hérite de ses fonctions et sera nommé prince lettré (太子文學) mais comme son père mourra jeune.
Un an après la mort de Guo Jia, lors de la bataille de la Falaise rouge, Cao Cao connaît sa plus sévère défaite militaire et alors qu’il bat en retraite, annonce : « Si seulement Guo Fengxiao était là, je ne serais pas dans un tel état ! », puis, selon le Fuzi, se lamente : « Hélas, Fengxiao ! Quel douleur, Fengxiao ! Quel malheur, Fengxiao ! ».